# Unie svobody – Demokratická unie
Unie svobody – Demokratická unie (zkratka US-DEU) byla česká středopravicová sociálně liberální politická strana. Na politické scéně působila od roku 1998 do 2010. Do sloučení s Demokratickou unií v lednu 2002 nesla strana název Unie svobody.

## Historie

### Od roku 1998 do roku 2002
O jejím vzniku bylo rozhodnuto v lednu 1998 po skandálu s financováním a následném rozkolu uvnitř ODS na podzim 1997. Část strany v čele s Janem Rumlem a Ivanem Pilipem se pokusila svrhnout tehdejší vedení strany, především jejího předsedu Václava Klause, který měl v ODS velmi silnou pozici. Po neúspěšném pokusu o změnu ve vedení ze strany vystoupili a založili Unii svobody. Ta byla zaregistrována 22. ledna 1998.
Strana měla zpočátku velkou podporu médií, prezidenta i části společnosti, řada komentátorů ji připisovala světlou budoucnost a ODS postupný úpadek. Navíc do ní přestoupila většina známějších politiků ODS, ale již v předčasných volbách 1998 získala oproti ODS citelně málo hlasů. V letech 1998 až 2002 byla Unie svobody jednou z hlavních částí tzv. Čtyřkoalice, ta byla spolu s ODS a ČSSD jednou ze tří hlavních politických sil. Během období tzv. opoziční smlouvy se navíc mohla profilovat jako jediná skutečná demokratická opozice vůči levicové vládě Miloše Zemana tolerované pravicovou ODS. V prosinci 2001 se Unie svobody spojila s Demokratickou unií, čímž vznikla US-DEU. Vnitřní problémy ODA a nesoudržnost Čtyřkoalice způsobil její rozpad krátce před parlamentními volbami 2002, což se negativně projevilo i na volebních výsledcích US-DEU (většina unionistů byla vykroužkována lidoveckými kandidáty, sama Koalice US-DEU a KDU-ČSL skončila ve Sněmovně jako poslední).

### Po volbách v roce 2002
Po volbách v roce 2002 a vstupu do vlády premiéra Vladimíra Špidly strana ztratila důvěru voličů, postupně ji opouštěla většina zbývajících významných osobností a její volební preference klesaly. Po změně ve vedení ČSSD a nástupu Jiřího Paroubka navíc ČSSD stále více a otevřeněji začala spolupracovat s KSČM, s níž mohla své oficiální koaliční partnery US-DEU a KDU-ČSL v Poslanecké sněmovně kdykoli pohodlně přehlasovat. US-DEU sice stále měla své ministry ve vládě, ale jejich faktický vliv byl již malý. US-DEU vyměnila vedení, do čela zvolila mladého a poměrně neokoukaného politika Pavla Němce, ale ten nedokázal klesající podporu veřejnosti zvrátit. Po jeho skandálu s propuštěním katarského prince se krize strany jen prohloubila.
Pro volby v roce 2006 vládní strana radikálně změnila image a s pentagramem ve znaku se pokusila získat hlasy mladých voličů ultraliberálního až anarchistického smýšlení. Ve volbách však propadla s ziskem pouhých 0,3 % hlasů (absolutně 16 457). V reakci na tento neúspěch rezignovalo vedení strany včetně předsedy Pavla Němce a na republikovém výboru v červenci 2006 byl předsedou zvolen senátor Jan Hadrava. Nové vedení se za parlamentní kampaň v roce 2006 omluvilo. Ve volbách v roce 2010 strana nekandidovala a vyjádřila podporu ODS.
Strana formálně zanikla k 1. lednu 2011. Přesto však i strana nadále odevzdává finanční výroční zprávy včetně té za rok 2015.

## Předsedové strany
| Pořadí          | Osoba           | Od               | Do               |
| --------------- | --------------- | ---------------- | ---------------- |
| 1.              | Jan Ruml        | 22. února 1998   | 1. prosince 1999 |
| pověřen řízením | Karel Kühnl     | 1. prosince 1999 | 28. února 2000   |
| 2.              | Karel Kühnl     | 28. února 2000   | 23. června 2001  |
| 3.              | Hana Marvanová  | 23. června 2001  | 4. července 2002 |
| pověřen řízením | Ivan Pilip      | 4. července 2002 | 19. ledna 2003   |
| 4.              | Petr Mareš      | 19. ledna 2003   | 27. června 2004  |
| 5.              | Pavel Němec     | 27. června 2004  | 5. června 2006   |
| pověřen řízením | Martin Stránský | 5. června 2006   | 1. července 2006 |
| 6.              | Jan Hadrava     | 1. července 2006 | 2. června 2007   |
| 7.              | Jan Černý       | 2. června 2007   | 1. ledna 2011    |

## Volební výsledky

### Poslanecká sněmovna
| Volby | Hlasy               | Hlasy               | Mandáty | Mandáty | Pozice | Postavení |
| Volby | Abs.                | %                   | Abs.    | ±       | Pozice | Postavení |
| ----- | ------------------- | ------------------- | ------- | ------- | ------ | --------- |
| 1998  | 513 596             | 8.6                 | 19/200  |         | 5.     | Opozice   |
| 20021 | V rámci Čtyřkoalice | V rámci Čtyřkoalice | 9/200   | ▼10     | ▬5.    | Vláda     |
| 2006  | 16 457              | 0.3                 | 0/200   | ▼9      | ▼11.   | -         |

Volební výsledky v roce 1998

Volební výsledky v koalici s KDU-ČSL v roce 2002

1 Poslanecký klub US-DEU měl 10 poslanců, protože do něho vstoupili dva poslanci zvolení jako nezávislí za KDU-ČSL

### Senát
| Volby | První kolo | První kolo | První kolo | Druhé kolo | Druhé kolo | Druhé kolo | Mandáty | V Senátu celkem | +/- |
| Volby | Hlasy      | %          | Pozice1    | Hlasy      | %          | Pozice1    | Mandáty | V Senátu celkem | +/- |
| ----- | ---------- | ---------- | ---------- | ---------- | ---------- | ---------- | ------- | --------------- | --- |
| 1998  | 40 105     | 4.2        | 6.         | 20 059     | 3.7        | 6.         | 1/27    | 1/81            | ▲1  |
| 2000  | 99 504     | 11.6       | 5.         | 98 985     | 17.6       | 3.         | 8/27    | 9/81            | ▲8  |
| 2002  | 48 879     | 7.3        | 5.         | 36 294     | 4.4        | 6.         | 1/27    | 10/81           | ▲1  |
| 20042 | 1 054      | 2.9        | 6.         |            |            |            | 0/2     | 10/81           | ▬0  |
| 20043 | 26 431     | 3.6        | 7.         | 23 922     | 5.0        | 5.         | 1/27    | 10/81           | ▬0  |
| 2006  | 18 522     | 1.7        | 8.         | 7 367      | 1.3        | 9.         | 0/27    | 2/81            | ▼8  |
| 2008  | 12 016     | 1.1        |            |            |            |            | 0/27    | 1/81            | ▼1  |

1 Podle pořadí získaných hlasů.

2 Doplňovací volby v obvodech č. 20 - Praha 4 a č. 54 - Znojmo.

3 Zahrnuje Karla Schwarzenberga, který byl na senátora navržen US-DEU jako člen Občanské demokratické aliance.

### Zastupitelstva krajů
| Volby | Hlasy               | Hlasy               | Mandáty | Mandáty | Pozice |
| Volby | Abs.                | %                   | Abs.    | ±       | Pozice |
| ----- | ------------------- | ------------------- | ------- | ------- | ------ |
| 2000  | v rámci Čtyřkoalice | v rámci Čtyřkoalice | 66/675  | ▲66     | ▲5.    |
| 2004  | v koalicích         | v koalicích         | 6/675   | ▼60     | ▼7.    |

### Zastupitelstva obcí
| Volby | Hlasy     | Hlasy | Mandáty   | Mandáty |
| Volby | Abs.      | %     | Abs.      | ±       |
| ----- | --------- | ----- | --------- | ------- |
| 1998  | 4 297 272 | 5.5   | 701/62920 | ▲701    |
| 2002  | 2 648 053 | 3.3   | 451/62771 | ▼250    |
| 2006  | 283 431   | 0.3   | 84/62575  | ▼367    |
| 2010  | 70 327    | 0.1   | 20/62338  | ▼64     |

## Poslanci a senátoři
Seznam poslanců a senátorů zvolených za US-DEU:
- Poslanecká sněmovna (1998): Ivana Hanačíková, Ladislav Korbel, Zdeněk Kořistka, Václav Krása, Karel Kühnl, Michal Lobkowicz, Marie Machatá (vystoupila z klubu r. 1999), Petr Mareš, Petr Matějů, Monika Mihaličková, Vladimír Mlynář, Pavel Němec, František Ondruš, Vladimír Paulík (vystoupil z klubu r. 2001), Jaroslav Perger (od r. 2001), Pavel Pešek, Ivan Pilip, Pavel Svoboda, Jiří Vlach (rezignoval r. 2001), Stanislav Volák
- Senát (1998) – v rámci Čtyřkoalice: Jan Ruml
- Senát (2000) – v rámci Čtyřkoalice: Ondřej Feber, Petr Fejfar, Jan Hadrava, Robert Kolář, Edvard Outrata, Soňa Paukrtová, Vladimír Schovánek, Josef Zieleniec (v r. 2004 zvolen europoslancem za SNK ED)
- Poslanecká sněmovna (2002) – v rámci Koalice: Marian Bielesz (rezignoval r. 2004), Taťana Fischerová, Svatopluk Karásek (nominant KDU-ČSL), Hana Marvanová (rezignovala r. 2003), Zdeněk Kořistka (od r. 2004), Petr Kott (zvolen za ODS, členem klubu od r. 2004), Karel Kühnl, Vladimír Mlynář, Pavel Němec, Vlastimil Ostrý, František Pelc, Pavel Svoboda, Robert Vokáč, Tomáš Vrbík (od r. 2003, vystoupil z klubu r. 2004)
- Senát (2002): Richard Sequens
- Senát (2004): Karel Schwarzenberg (člen ODA)
- Poslanecká sněmovna (2006): strana nepřekročila uzavírací klauzuli 5 % nutnou pro vstup do Poslanecké sněmovny
- Senát (2006): nikdo nezvolen
- Senát (2008): nikdo nezvolen